# 马赛 (德塞夫勒省)
马赛（法語：Massais，法語發音：[masɛ]）是法国德塞夫勒省的一个旧市镇，属于布雷叙尔区。2017年，马赛与临近的2个市镇合并为新市镇瓦勒昂维涅。

## 地理
马赛（47°0'22"N, 0°20'36"W）面积21.14 平方千米，位于法国新阿基坦大区德塞夫勒省，该省份为法国西部内陆省份，北起曼恩-卢瓦尔省，西接旺代省，南至夏朗德省和滨海夏朗德省，东临维埃纳省。
与马赛接壤的市镇（或旧市镇、城区）包括：塞尔赛、布耶圣保罗、勒布勒伊苏萨让通、莫泽图阿尔赛、穆捷苏萨让通、于尔科。

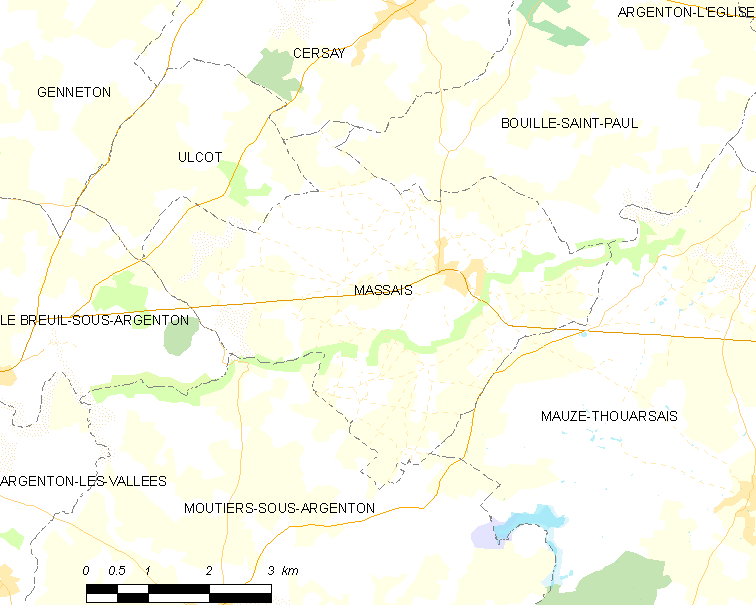
的OSM定位图

马赛的时区为UTC+01:00、UTC+02:00（夏令时）。

## 行政
马赛的邮政编码为79150，INSEE市镇编码为79168。

## 政治
马赛所属的省级选区为图埃河谷县。

## 人口

1962-2008年间人口变化图示

马赛于2018年1月1日时的人口数量为613人。